# (4368) Pillmore
(4368) Pillmore est un astéroïde de la ceinture principale.

## Description
(4368) Pillmore est un astéroïde de la ceinture principale. Il fut découvert le 5 mai 1981 à l'Observatoire Palomar par Carolyn S. Shoemaker. Il présente une orbite caractérisée par un demi-grand axe de 3,18 UA, une excentricité de 0,02 et une inclinaison de 20,9° par rapport à l'écliptique.

## Compléments